# Куперля
Куперля (баш. Күперле) — водопад в России на ручье Куперля (приток Нугуша).

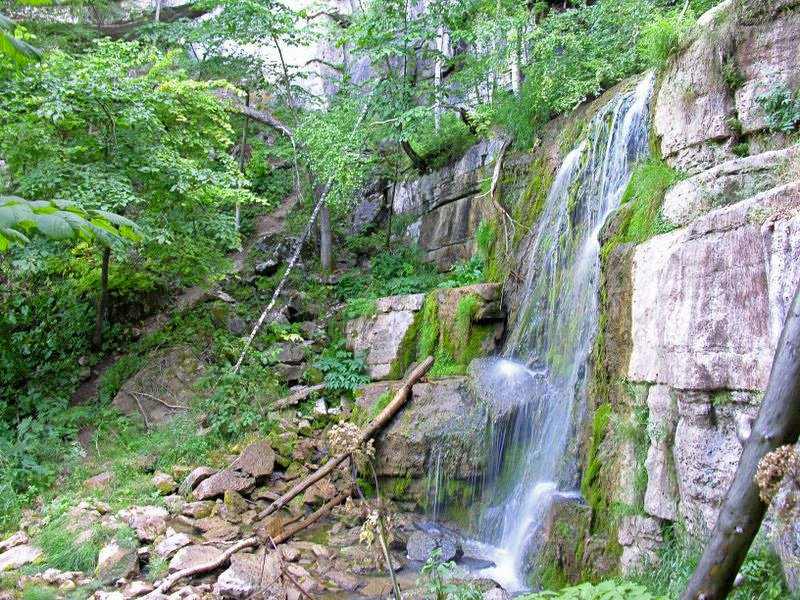
Нижний каскад

Водопад Куперля находится в национальном парке «Башкирия» в Мелеузовском районе Республики Башкортостан. Над ущельем неподалёку от Куперли расположен карстовый мост. Водопад находится поблизости от популярного среди туристов Нугушского водохранилища, выше по течению реки Нугуш.